# Gustav Hartlaub
Karel Johan Gustav Hartlaub (ur. 8 listopada 1814 w Bremie, zm. 29 listopada 1900 tamże) – niemiecki lekarz i ornitolog.
Gustav Hartlaub urodził się w Bremie, studiował w Bonn i Berlinie, a medycynę ukończył w Getyndze. W 1840 zaczął badać i kolekcjonować ptaki egzotyczne, które potem przekazywał do Muzeum Historii Naturalnej w swoim rodzinnym mieście, kilka gatunków opisał jako pierwszy. W 1852 wraz z Jeanem Cabanisem rozpoczął wydawanie czasopisma „Journal of Ornithology” (niem. „Journal für Ornithologie”), natomiast razem z Ottem Finschem napisał książkę Beitrag zur Fauna Centralpolynesiens. W 1867 namalował serię litografii, opierając się na okazach zebranych przez Eduarda Heinricha Graeffe dla Muzeum Godeffroy w Hamburgu.
Na bazie jego nazwiska zostały utworzone nazwy kilku gatunków ptaków, między innymi gwinejka (Pteronetta hartlaubii), dropik białouchy (Lissotis hartlaubii), mewa przylądkowa (Chroicocephalus hartlaubii).